# Gobbi Alajos
Gobbi Alajos (Pest, Terézváros, 1842. december 24. – Budapest, Erzsébetváros, 1932. július 27.) kormányfőtanácsos, hegedűtanár, karmester, zeneiskolai igazgató, zenekari igazgató és zeneszerző.

## Családja
Szülei Gobbi Alajos (Luigi Gobbi-Ruggieri, szül. 1811. ápr. 21.), mantovai származású hegedűművész és Roth Mária (meghalt Budapest, 1893. aug. 30.) bécsi énekesnő. Testvérbátyja Gobbi Henrik zongoraművész, unokái Gobbi Hilda és Ötvös Gitta színésznők. Veje Ötvös József orvos. Neje, Barabás Ida 1880. március 12-én elhunyt. Második házasságát a nála 20 évvel fiatalabb Weisz Jozefa Augusztinával kötötte 1882. május 10-én a budapest-belvárosi plébániatemplomban.

## Élete

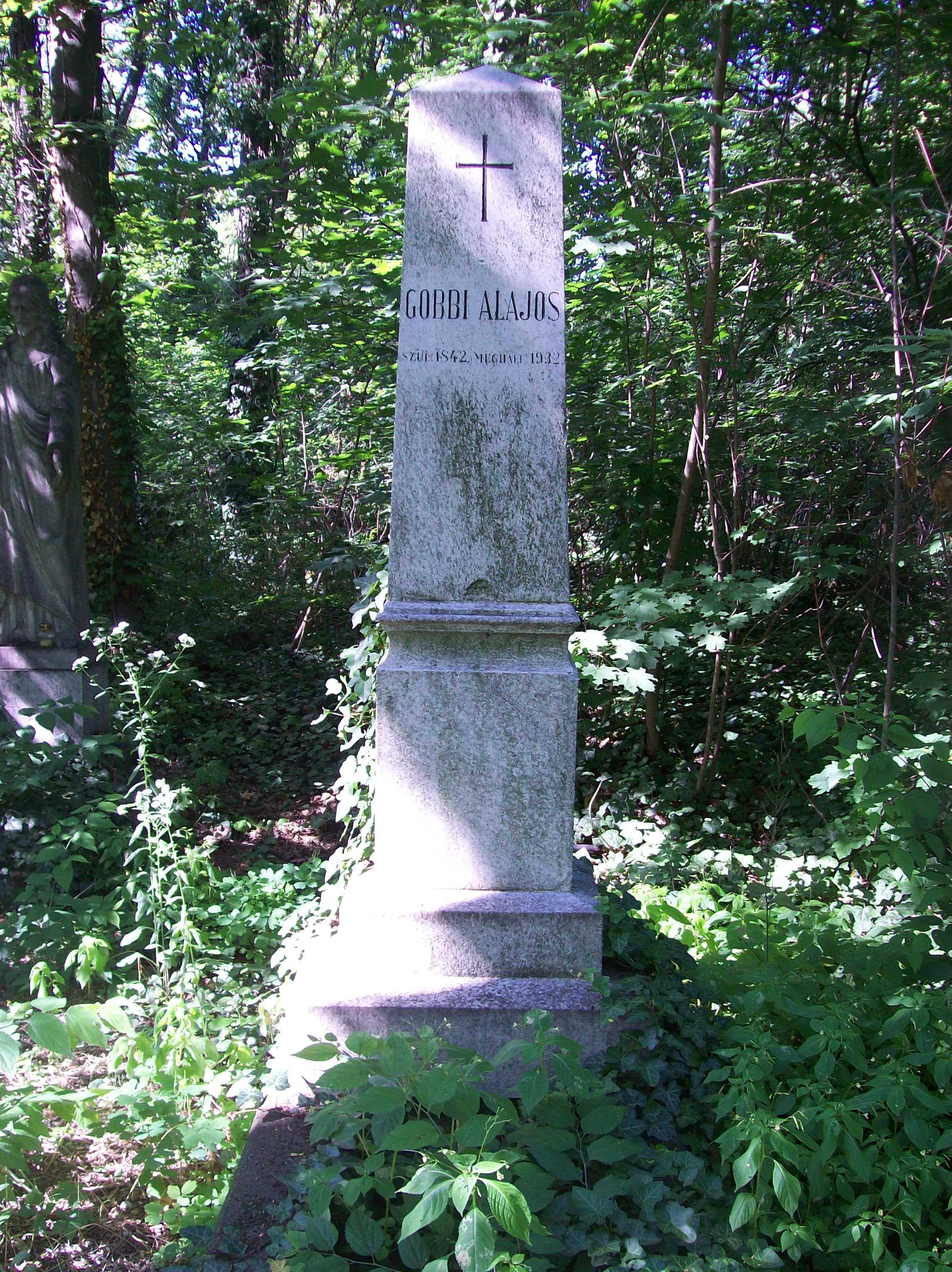
Gobbi Alajos sírja a Fiumei úti sírkertben, 2012. (47-1-105)

Tanárai között tudhatta Engeszer Mátyást, Wöhler Gotthardot, Thern Károlyt, Ridley-Kohne Dávidot és Huber Károlyt. 1872-től tanár volt a Nemzeti Zenedében, 1886-tól ugyanott karnagyként működött, majd 1901-től 1918-ig az intézmény igazgatója volt. 1863-tól szerepelt a Nemzeti Színház, 1884-től 1888-ig az Operaház zenekarában. Karmesterként Franz Schubert, Johannes Brahms és Liszt Ferenc műveit népszerűsítette, de zeneszerzőként is dolgozott. 1910-től tagja volt a hegedűtanár-vizsgáló bizottságnak. Sírja a Fiumei úti sírkertben található (47-1-105).
A Ferenc József-rend lovagkeresztjének, majd tisztikeresztjének a tulajdonosa, a Nemzeti Zenede főigazgatója, a magyar királyi Operaház hangversenymestere, az Országos Magyar Dalosszövetség művészi bizottságának díszelnöke és örökös országos karnagya, a Magyar Zeneművészek Országos Segélyegyletének elnöke és Derekegyház díszpolgára volt.

## Művei
- Hegedűiskola. Bevezetés az I. fekvés használatába, Rózsavölgyi és Társa, Budapest 1913. (közreműködésével írta Waldbauer József)

## Kitüntetései
| Dátum      | Elnevezés                             | Indoklás                                                                  |
| ---------- | ------------------------------------- | ------------------------------------------------------------------------- |
| 1923–03-15 | magyar királyi kormányfőtanácsosi cím | a magyar zenei műveltség fejlesztése terén kifejtett érdemes tevékenysége |
| 1916-06-11 | Ferenc József-rend tisztikeresztje    | művészi működése ötvenedik évfordulója                                    |
| 1906-10-23 | királyi tanácsosi cím                 | a zeneművészet fejlesztése és terjesztése körül szerzett érdemei          |
| 1898-02-15 | Ferenc József-rend lovagkeresztje     | a zenészét körül szerzett érdemei                                         |